# Музалоны
Музалоны (греч. Μουζάλων, мн.ч. Μουζάλωνες) — византийский род XI—XV вв., из которого вышел ряд должностных лиц и высших сановников Византийской империи. Он достиг расцвета в 1250-х при покровительстве императора Феодора II Ласкариса (1254—1258), но пришёл в упадок после его смерти. Женская форма имени — Музалонисса (Μουζαλώνισσα).

## История
О представителях рода Музалонов в XI веке можно судить только по надписям на печатях. Одна из печатей принадлежала Феофано Музалониссе. Предполагают, что она была женой Олега Святославича, князя тмутараканского, но некоторые ставят это под сомнение. После 1084 года по распоряжению патриарха Николая III Грамматика ритор Музалон, неизвестный по имени, возглавил светскую школу при церкви св. Петра в Константинополе. В конце XI века Николай Музалон стал архиепископом Кипра, а потом, в 1147—1151, патриархом Константинополя. Другой представитель рода, Константин Музалон, был патриаршим нотариусом.
Наиболее известными представителями рода были братья Музалоны из Адрамитиона. Они начали службу при императорском дворе пажами юного Феодора II Ласкариса и стали его друзьями детства. Хотя они были скромного происхождения, после восхождения на престол Феодор назначил их на высшие государственные посты. Его близкий друг Георгий Музалон сначала был назначен великим доместиком (главнокомандующим армией), а потом протовестиарием (начальником императорской гардеробной) и великим стратопедархом (должность была создана специально для него). Андроникос был назначен протовестиарием, потом сменил Георгия на посту великого доместика, в то время как старший брат Феодор был назначен протокинегом (главным охотничим). Такая беспрецедентная благосклонность к людям низкого происхождения, а также их браки, заключённые по инициативе императора, с женщинами из благородных семей, вызвали вражду старой аристократии. Феодор II скончался в августе 1258 после короткой болезни, оставив Георгия Музалона регентом при юном Иоанне IV Ласкарисе (1258—1261). Однако, через несколько дней после его смерти в результате заговора, во главе которого стоял будущий император Михаил VIII Палеолог (1259—1282), они были убиты мятежными солдатами во время похорон императора. У них было ещё по крайней мере две сестры, одна из них вышла замуж за Агиофеодорита. Имя мужа второй неизвестно, но он тоже был убит вместе со своими шурьями. В то время упоминаются и другие представители рода Музалонов (их родственные связи с четырьмя братьями не установлены): неизвестный по имени губернатор Никеи и мистик (личный секретарь императора) и каниклий (хранитель императорской чернильницы) Иоанн Музалон.
Позднее, при Михаиле VIII, известен логофет геникона (начальник податного ведомства) Феодор Музалон. Возможно, что он был старшим из братьев Музалонов, но уверенности в этом нет. Он не согласился с юнионистской религиозной политикой императора и был смещён с поста и подвергнут бичеванию, но вернул себе влияние при Андронике II Палеологе (1282—1328). Его дочь Евдокия вышла замуж за Константина Палеолога, второго сына императора. При Андронике II Музалоны вернулись на военные должности. Стефан Музалон был великим друнгарием флота и вёл переговоры с Каталонской компанией, а Георгий Музалон командовал византийской армией в Бафейской битве против турок в 1302.
Аристократ Иоанн Музалон упоминается позднее в том же столетии, последним же известным представителем рода Музалонов является богослов и медик Деметрий Музалон в XV веке.